# Eponymous
Eponymous är ett samlingsalbum av bandet R.E.M., utgivet i oktober 1988. Det var deras sista album på I.R.S. Records då de redan tidigare skrivit på för Warner Bros. Records, för vilka de debuterade med albumet Green bara en månad efter att Eponymous släppts. Det spänner från debut-EP:n Chronic Town (1982) fram till Document från föregående år, flera av låtarna är dock i alternativa versioner från de på originalalbumen.

## Låtlista
Samtliga låtar skrivna av Bill Berry, Peter Buck, Mike Mills och Michael Stipe.
1. "Radio Free Europe" - 3:49
2. "Gardening at Night" - 3:30
3. "Talk About the Passion" - 3:21
4. "So. Central Rain (I'm Sorry)" - 3:15
5. "(Don't Go Back To) Rockville" - 4:32
6. "Can't Get There From Here" - 3:40
7. "Driver 8" - 3:24
8. "Romance" - 3:27
9. "Fall on Me" - 2:51
10. "The One I Love" - 3:17
11. "Finest Worksong" - 3:51
12. "It's the End of the World as We Know It (and I Feel Fine)" - 4:05